# Africaleurodes simula
Africaleurodes simula es un hemíptero de la familia Aleyrodidae, subfamilia Aleyrodinae.
Fue descrita científicamente en 1903 por Peal.